# デビルズ・レイプ
『デビルズ・レイプ』（原題：Morituris）は、2011年のイタリアのホラー映画。

## あらすじ
ローマの近郊にある森林地帯にやって来た3人の男と2人の女。そこに甲冑に身を包んだローマ兵の亡霊たちが突然、現れた。 

## スタッフ
- 監督：ラッファエレ・ピッキオ
- 脚本：ラッファエレ・ピッキオ、テッツィアーノ・マテーラ、ジャンルイジ・ペロンヌ
- 製作：ラッファエレ・ピッキオ、ジャンルイジ・ペロンヌ、ヴィンチェンツォ・マンゾ、ピエルパオロ・サンアゴスティーノ
- 音楽：リッカルド・ファッソーネ
- 撮影：ダイエル・ポリ
- 特殊効果：セルジオ・スティヴァレッティ
- メイク：セルジオ・スティヴァレッティ

## キャスト
- ヴァレンティーナ・ダンドレア
- アンドレア・デ・ブリュン
- デジレ・ジョルゲッティ
- ジュゼッペ・ニッティ
- シモーネ・リパンティ
- フランチェスコ・マルコム・トゥルーリ